# 케이온!의 등장인물 목록
다음은 카키후라이의 네컷 만화 《케이온!》 시리즈 및 이를 원작으로 하는 동명의 애니메이션 등장인물 목록이다.
성우는 일본의 TBS 계열에서 방송한 일본어판의 성우 / 대한민국의 애니맥스에서 방영한 한국어 더빙판의 성우 순으로 표기한다. 주요 캐릭터 다섯 명은 밴드인 방과후 티타임(Ho-kago Tea Time, 일본어: 放課後ティータイム 호카고 티타이무[*])의 구성원이며, 애니메이션의 주제곡에 출연한다. K-On!의 다섯 멤버들은 일본 밴드 P-Model로부터 따온 성을 가지고 있으며 나머지 두 명은 일본 밴드 The pillows로부터 따온 성을 가지고 있다.

## 방과후 티타임
이 시리즈의 주된 밴드. 멤버는 다음과 같다.
히라사와 유이(일본어: 平沢 唯 히라사와 유이[*])
성우 - 토요사키 아키 / 류점희 / 스테파니 셰이
유이는 케이온의 주인공이다. 경음악부의 구성원 중 한명으로, Heritage Cherry Sunburst Gibson Les Paul Standard 전기 기타를 연주한다.  (전자기타 연주법을 배우기 전까지 연주를 할 수 있던 악기는 캐스터네츠 뿐이었다.) 그리고 그녀는 자신의 기타에 '기-타'("ギー太)라고 별명을 붙였다. 그녀는 학교에서 좋은 성적을 얻지 못하고(남에게 지도를 받으면, 그녀는 깜짝 놀랄 성과를 얻는다) 하찮은 것에 의해서 쉽게 흐트러진다.(특히 귀엽고 홀딱 반할 만한 것이라면) 유이는 꼴사납다. 그리고 대부분의 시간에 쉽게 멍을 때린다. 유이의 머리카락은 노란색 머리핀으로 장식한, 리츠보다 살짝 긴 어깨 길이의 갈색 머리카락이고 눈의 색은 갈색이다. 그녀는 어떤 종류의 음식과도 많이 연결짓는다(take a huge linking for)(그녀가 아무리 먹어도 살이 찌지 않을지라도, 그래서 무기와 미오, 사와코에 의해 질투받는다.). 우이라는 여동생이 있는데, 그녀는 매우 성숙하고 언니처럼 행동하며 유이를 돌봐주고 유이가 절제된 행동을 유지하도록 해 준다. 유이는 기타 연주에 있어서 매우 뛰어난데 2010년 10월 기준으로 이는 마지막 챕터에서 보인다. 공연을 하는 동안, 유이는 굉장한 에니지와 즐거움으로 연주를 하는데, 청중으로부터  항상 좋은 반응을 가져온다.
유이는 밴드의 주요 보컬리스트이자 리드 기타리스트이고 절대음감을 가지고 있다. -그녀는 기타를 튜너 없이 정확히 조율할 수 있는데 이는 유이보다 기타를 훨씬 더 오래 친 아즈사를 매우 놀라게 했다. 유이는 매우 느긋한 천성을 타고났지만 시야 내에 그녀가 명백한 목표를 갖고 있을 때에는 믿을 수 없는 집중력과 기억력을 가지고 있다. 불행하게도 이것은 한번에 오직 한 주제에 제한되어 있고, 유이의 다른 기술은 나빠지게 된다. (예를 들어, 유이는 한번 실패한 시험 점수에 다급해졌고, 유이는 빨리 수학 능력을 끌어올렸지만 기타 기술은 나빠졌다) 이 모든 것에도 불구하고, 유이는 계속 밴드에 몰두하고 있으며 클럽을 위해 충분히 항상 연습을 할 것이다. 학교에서, 그녀는 좋은 목소리로 꽤 존경받고 있다. 하지만 그녀는 과도한 것 뿐만 아니라 중간 정도의 공연에서의 가사를 잊어버려 공연을 하지 못할 때도 있는 것으로 알려졌다. 유이가 한 번에 기타연주와 노래부르기를 한번에 하지 못했기 때문에 처음에 미오가 리드 보컬리스트였다. 유이는 또한 우이가 가사를 만드는 것을 도와주었기 때문에 어린아이같은 가사를 쓰는 것으로 알려졌다.
아키야마 미오(일본어: 秋山 澪 아키야마 미오[*])
성우 - 히카사 요코 / 박소라 / 크리스티나 발렌주엘라
미오는 경음악부에 있는 부끄럼많은 소녀이다. 그녀는 펜더 Precision 베이스를 만화책 첫 권에서 사용하는 것으로 보였음에도, 왼손잡이용 3색 Sunburst 펜더 재즈 베이스를 tortoiseshell pickguard와 함께 사용한다.  그녀는 D'Addario EXL160M medium 베이스 현을 사용한다. 그녀의 베이스는 애니메이션에서 엘리자베스라고 나중에 이름 붙여진다. 그녀는 원래 문예부에 들려고 했지만, 그녀의 소꿉친구와 경음부장이자 드러머인 리츠에 의해 경음악부에 들도록 강요받았다. 그녀는 학교에서 최고 성적을 다투고 있고 종종 성숙한 면을 보이며 리츠와 관련된 것은 특히 엄격하다. 그녀의 단점은 무시무시하고 소름을 끼치게 하는 것에 약하다는 것인데, 즉 귀신, 피, 사고, 유령의 집, 만각류 나 다른 끔찍한 것이 주제인 이야기를 할 때 종종 좌절하게 된다. 그녀는 주목을 받는 것을 두려워하고 쉽게 좌절하곤 한다. 또한 종종 리츠와 경음부의 고문이자 3학년의 담임선생님인 사와코로부터 놀림을 받는 대상이 되기도 한다. 미오는 길고 검은 머리카락과 갈색눈을 가지고 있다(다른 캐릭터보다 더 많이 눈이 날카롭다). 그녀가 말하기를, 기타리스트와 다르게 밴드에서 집중의 중심이 되지 않기 때문에 배이스를 선택했다. 미오는 음악에 대해 더 기술적이고 유이는 더 많은 기타 강습이 필요할 때 미오에게 오기도 한다.
미오는 무대 중앙에 있는 것을 싫어하지만 밴드의 두 번째 보컬리스트이다. 가능한 한 리드 보컬을 피하려고 하며 일반적으로 유이가 노래를 부를 수 없을 때에만 노래한다. 그들이 주로 "가볍고 푹신푹신한 시간" 같은 몇몇 이상하고 과하게 소녀스러운 가사에 출연함에도 불구하고 그녀는 대부분의 노래를 썼다. 미오는 왼손잡이인데, 왼손잡이용 악기가 귀하다. 그래서 왼손잡이용 악기전을 볼 때마다 기뻐서 어쩔 줄 모르게 된다. 첫 번째 라이브 공연 후에, 매력적인 미오가 큰 박수를 받게 된다(쇼 마지막 부분에서 속옷이 노출된 불운한 사고 때문에 상당히), 그리고 이것은 광적인 전임 학생회장에 의해 이끌어졌다. 또한 갑작스런 그녀에 대한 유명세로, 학급 친구들은 미오를 학급 연극에서 로미오 역할을 맡도록 투표하였다. 그녀가 다양한 경험에 부딪치면서 대학에서 매우 즐거운 시간들을 즐길 수 있게 되었다. 그녀는 또한 그녀의 부끄러움 중 일부를 극복할 수 있었고 사치(sachi)나 아야메(Ayame) 같은 새로운 친구들을 사귈 수 있었다.
코토부키 츠무기(일본어: 琴吹 紬 고토부키 쓰무기[*])
성우 - 코토부키 미나코 / 정소영 / 셸비 린들리
츠무기는 종종 친구에 의해 '무기'라고 불리는데, 친절하고 상냥한 성격을 가진 부유한 소녀이다. 그녀는 주로 KORG Triton Extreme 76-key 키보드를 연주하지만 섯번째 시즌의 클로징 크레딧과 두 번째 시즌의 클로징 크레딧에서는 Korg RK-100 keytar을 연주하는 것으로 보이기도 했다. 그녀는 원래 합창부에 들어가려고 했지만 미오와 릿츠 둘에 의해서 초대받고 권유받은 이후에 경음악부에 대신 들어가게 된다. 츠무기는 네살 때부터 피아노를 연주해왔고 다양한 피아노 경연대회에서 수상을 해온 경험이 있기 때문에 피아노 천재로 생각되기도 한다.  츠무기는 여러 다른 노래에서 백보컬을 담당한 것 뿐만 아니라 경음악부를 위해 다양한 노래를 작성해 왔다. 그녀는 좋은 학생이며 길고 옅은 금발빛 머리카락, 파란색 눈, 그녀의 가족에게 명백히 나타나고 다른 캐릭터가 가지고 있지 않은 공평한 단점인 이상하게 큰 눈썹을 가지고 있지만 햇볓에 피부가 잘 타지 않는다.
그녀는 회사 사장의 딸이고, 가족들은 일본 내의 많은 장소에 여러 별장을 가지고 있다. (그리고 심지어 하나는 핀란드에 있다). 그녀의 아버지가 메이드 카페를 소유하고 있기 때문에, 그녀는 종종 과자류와 페이스트리와(Pastry) 사탕 종류를 가져온다. 그리고 부지런히 그들의 동아리방 내에 있는 티 세트로 공들여서 차를 만든다. 그녀의 부유함에도 불구하고 가령 패스트푸드 주문이라던지, 부원들과 감자튀김 나누기라던지, 아르바이트를 한다던지, 가격을 깎는 것 같은 일반적인 행동에 매료되고 이러한 것으로부터 재미를 찾는다. 츠무기는 반항적인 태도를 가끔 보이는데, 그녀는 일반적으로 다른 사람에게 놀라게도 잘 행동하고 성숙한 태도에서 기분을 바꾸기도 한다. 또한 어린아이같은 열망을 표하기도 하고 비정상적으로 높은 강도를 가지기도 해서 어려움 없이 자신의 키보드, 리츠의 드럼, 앰프를 옮길 수 있고 어느 한순간 오락실에서 팔씨름 게임을 이기기도 한다.
츠무기는 때때로 가깝게 상호작용하는 두 소녀의 광경에 감동받고, 가끔 머리속으로 소녀간의 사랑 같은 무언가를 상상하기도 한다. 그 시리즈는 무기가 그녀의 선생님인 야마나카 사와코에게 반해왔음을 가끔 암시하기도 한다. 많은 것이 그녀를 괴롭히지 않는 반면에 그녀는 미오와 마찬가지로 그녀의 몸무게에 신경을 쓰고 있고, 별장을 방문하는 동안 그녀의 가족의 직원들이 그녀의 친구들을 망치기 시작할 때 살짝 초초해지기도 한다. 그녀는 나중에 아즈사로부터 어떻게 기타를 연주하는지 배우는 것을 시작한다. 츠무기는 스미레 사이토라고 불기는 그녀보다 어린 몇년 동안의 어린시절 친구를 가지고 있는데, 코토부키 집안을 위해 봉사해온 가족의 딸이다. 츠무기는 자택 교육을 받으며 자라왔고, 바깥 세상에 매우 적은 시간만을 보내왔다. 그녀의 닫힌 친구관계 때문에, 스미레는 츠무기를 위해 일반적으로 보는 것이 허락되지 않은 만화같은 물건들을 매일 사 주었다. 츠무기는 그녀가 받은 백합 만화책 중 일부를 차지하기도 했는데 이는 나중에 그녀의 연예관계에 대한 관념에 영향을 끼쳤을 수도 있다. 스미레가 고등학교에 진학했을 때, 츠무기는 그녀가 그녀 자신으로 경음부를 경험하게 하고 싶었지만 스미레의 부끄러움 때문에 츠무기는 동아리 방에 남겨진 찻잔 세트를 가져오도록 그녀를 동아리 방으로 보내는 변명을 생각해 냈고 사와코에게 스미레가 참가할 때 찻잔 세트를 그곳에 남겨 두어도 괜찮은지 말하였다.
타이나카 리츠(일본어: 田井中 律 다이나카 리쓰[*])
성우 - 사토 사토미 / 소연 / 카산드라 모리스
리츠 (또는 릿짱, 유이에 의해 별명붙여짐)는 자칭 경음악부의 부장이며 닫는 화면에서 하얀색 Yamaha Absolute Series drumkit을 연주함에도 불구하고 Avedis Zildjian로부터의 심벌즈 세트와 혼합된 Rick Marotta Signature Yamaha Hipgig drum kit을 연주한다(애드온 플로어 톰과, 오직 오프닝에서). 그녀는 유이같이 애매하게 낙관적인 성격을 가지고 있지만,  때때로 중요한 동아리 부서 활동과 안내를 기억하는 데에 문제가 생기는 경우도 있고, 동아리와 관련된 중요한 양식을 재출하는 것을 잊은 것에 대해서 미오와 노도카에 의해 지속적으로 질책받기도 한다. 리츠는 기운이 넘치며 종종 농담을 하는 것을 좋아하고 대부분의 시간에 빈정된다. 그녀는 동아리를 위해 돈을 모으는 방법에 대해 생각하는 데에 기술을 터득하였다. 그녀는 노란색 머리띠 뒤로 남겨진 앞머리가 있는 어깨 길이의 갈색 머리카락과, 금색 눈을 가지고 있다. 그녀는 교복 자켓을 연 채로 입는다. 그녀는 드럼 치는 것이 '멋지기' 때문에 드럼 치기를 산택했다고 말했지만, 베이스나 기타, 키보드같이 복잡한 손가락 이동이 필요한 악기를 연주하는 데에 문제가 있음을 인정한다
그녀는 미오의 소꿉친구이고 미오가 무언가에 의해 덜덜 떨고 있을 때마다 그녀를 놀릴 기회를 종종 가지기도 한다. 또한 심지어 미오가 그들과 떨어진 채로 다닐 때, 미오를 추적하는 동안에도, 다른 고등학교 친구들에게 쉽게 질투심을 느끼는 것으로 알려졌다. 리츠는 항상 쉴 새 없이 활동하며 경음악부의 성공을 위해서는 아무것도 멈추지 않을 것이다. 그녀의 거친 매너와 말에도 불구하고, 로미오와 줄리엣이라는 학급 연극에서 그녀 학급 친구들의 추천으로 인해 줄리엣 역에 캐스팅되었고, 가까스로 알맞은 소녀같이 연기할 수 있었다. 애니메이션에서, 그녀가 가장 좋아하는 드러머는 The Who의 Keith Moon이다. 그녀는 요리를 잘한다. 그녀에게는 사토시(일본어: 田井中　聡 다이나카 사토시[*], 성우 - 이토 미카)라는 남동생이 있다.

## 와카바 걸즈
나카노 아즈사(일본어: 中野 梓 나카노 아즈사[*])
성우 - 타케타츠 아야나 / 김현지 / 크리스틴 마리 카바놋
아즈사는 유이의 여동생인 우이의 동급생인데, 경음부에 참여하며, Fender Mustang 전자 기타를 연주하는 리듬 기타리스트이다. 그녀의 기타가 무스탕이기 때문에, 그녀는 급작스럽게 그녀의 기타에 뭇땅이라 이름 붙였다. 그녀는 사학년 때부터 기타를 연주해 왔고 부모님이 재즈 밴드에서 일하고 있는 자칭 초보자 기타리스트이다. 다른 동아리 회원보다 진지하고 자신이 실제로 느끼고 있는 감정을 인정하기를 싫어한다. 그녀는 오히려 단지 연습을 할 때 동아리에서 코스플레잉을 하는 부분과 다과회에 의해 당황하게 된다는 것을  종종 알아내고, 동아리 연습이 부족하고 여러 가지 문제에도 불구하고 어떻게 동아리 부원들이 그렇게 연주를 잘 하는지 궁금해한다. 하지만, 그녀는 케잌에 대해 확실한 약점을 가지고 있어 오히려 쉽게 편안해지게 수 있는데 종종 귀여움을 받으면 그렇게 된다. 그녀는 확실히 유이의 스킨십의 희생자이고)  고양이 귀 모양 마리띠를 하고 고양이처럼 울은 뒤에 아즈낭이라는 별명을 얻게 되었다.("냥"은 일본어에서 야옹과 동일함) 이에도 불구하고 이나라는 고양이를 그렇게 좋아하지는 않는다. 아즈사는 머리 뒤로 길게 늘어진 검정 머리카락과 갈색 눈을 가지고 있다. 아즈사는 기타에 재능이 있지만 유이와 미오와는 다르게 연주하면서 노래하는 데에 문제가 있다.
밴드에서, 그녀는 미오를 가장 존경하는데 이는 미오의 성숙함과 경험 많은 배이시스트(bassist)이기 때문이다. 그래서 심지어 미오에게 발렌타인 데이에 초콜릿을 주려고 하였다. 하지만, 그녀는 가끔 실수로 같은 그녀의 몸무게와 같은 미오의 약점에 관한 발언을 한다. 그녀는 또한 무기가 매우 아름답다는 것을 발견하고, 그녀의 머리와 큰 눈을 부러워하고, 나중에 부실실에서 혼자있을 때 기타를 연주하는 방법을 가르치기를 시작한다. 참가한 이후로, 유이는 그녀에게 유지만큼 기타 연주에 관한 조언을 준다. 그녀는 확실히 쉽게 피부가 타는데, 해변에서 다른 부원들과 시간을 보낼때, 그리고 다른 음악축제동안 (심지어 선크림을 발랐음에도) 그랬다. 결과적으로 그녀는 꽤 잘 화상을 입는다. 그녀는 매우 쉽게 외로워지고 종종 다른 부원들이 졸업했을 때 동아리에 혼자 남겨질 것을 걱정한다. 이것 때문에 "톤"이라는 거북이를 나머지 소녀들이 사 주었다.
밴드 밖에서 그녀는 종종 다른 소녀들이 바쁠 때마다 우이와 쥰과 서성거린다. 다른 부원이 졸업하자, 그녀는 그녀와 같이 하기로 한 우이와 쥰을 비롯하여 새로운 경음부장이 된다. 스미레와 나오 같은 새로운 두 부원과 함께, 그녀는 "와카바 걸즈"(일본어: 若葉ガールズ 와카바 가루즈[*])라는 밴드를 결성한다. 와카바 걸즈의 첫 번째 합숙동안 아즈사는 사와코에게 경음부의 페이퍼부장같이 행동할 수 없다는 믿음을 폭로한다. 하지만, 사와코는 부장을 정의할 만한 적절한 방법이 없고 아즈사는 잘 할 것이라는 사실을 넌지시 던진다. 같은 합숙에서 아즈사는 다른 부원에 의해서 보컬리스트가 되는 것이 거리껴졌음에도 불구하고 경음부의 보컬리스트가 되는 것을 제안받는다.
히라사와 우이(일본어: 平沢 憂 히라사와 우이[*])
성우 - 요네자와 마도카 / 한수림 / 잰시 후인
우이는 유이의 동생이다. 이야기 초반에는 중학교 3학년이지만, 나중에 유이의 고등학교에 아즈사와 같은 반으로 입학하게 된다. 언니와는 다르게 우이는 성숙하고 책임감 있으며 집안일을 하는데 능숙하다. 서로 다르지만 우이는 유이와 강한 관계를 갖고 있으며 가끔씩 시스터 콤플렉스와의 경계를 넘을 정도로 언니에 대한 지대한 사랑과 존경심을 갖고 있다. 그녀는 유이를 꽤 잘 돌보고 심지어 그녀 건강이 위태로워진 후에도 유이를 돌보려고 한다. 우이는 그녀의 언니의 밴드의 엄청난 팬으로 여겨지며 그녀의 진심을 다하여 그들을 지원한다. 언니인 유이보다 한 살 어리지만 그녀는 그녀의 머리가 내려와 있기 때문에 그녀의 언니와 거의 똑같으며 한 번 이상 경음부원들을 멍청하게 할 수 있다. 우이는 빨리 배우고 오직 몇 일만의 연습 후에 어떻게 기타를 연주하는 지 배울 수 있다. 그녀는 또한 필요하다면 오르간을 연주할 수도 있다. 그녀는 결국 쥰과 함께 시리즈 말미에 경음부에 참가했고 그녀의 언니와 같이 기타리스트가 되었으며, Surf Green Fender Stratocaster electric guitar를 연주한다. 우이는 츠무기와의 스미레의 언니같은 인간관계에 감명받았는데 이는 우이가 유이 앞에 있을 때 느끼는 감정과 매우 비슷하다고 보기 때문이다i.
스즈키 쥰(일본어: 鈴木 純 스즈키 준[*])
성우 - 나가타 요리코 / 권인지 / 미셸 앤 던피
쥰은 활발한 소녀이다. 그리고 아즈사와 우이와 친구인데 이는 그들이 경음악부에 들어가기 전부터 그러하였다. 우이는 쥰과 함께 경음악부에 들어가려고 시도했지만 부실에 방문했을 때의 이상한 경험 때문에 실패하였다. 이 경험 덕분에 쥰은 대신 재즈 부에 남아 있었다. 거기에서 그녀는 야마하 Sbv500 베이스를 연주하였다. 쥰은 미오의 조언자 중 한 명이 되었는데 이는 그들이 둘 다 베이스를 연주하기 때문이다. 쥰은 경음부원들이 그동안 해온 것을 모두 듣고서 경음악부에 참여하지 않은 것을 후회하기 시작하였고 시리즈 말미에서 결국 경음부에 들게 된다. 기타를 연주하려 해 보았지만 기타는 그녀에게 잘 맞는다고 느끼지 않았다. 그녀에게는 아츠시라는, 또한 베이스를 연주하고 정기적으로 쥰에게 강습을 해 주는 오빠가 있다. 쥰은 경음부가 쥰이 세 번의 강습을 받았음을 알았을 때 당혹스러워했는데 악기를 스스로 배울 수 있는 사람이라는 이미지를 파괴했다고 느꼈기 때문이다. 쥰은 애니메이션 시리즈에서 애완용 고양이를 가지고 있다.
사이토 스미레(일본어: 斉藤 菫 사이토 스미레[*])
스미레는 부끄럼을 타는 금발의 소녀인데 다른 부원들이 졸업한 이후에 우이와 쥰, 아즈사를 만났다. 그녀는 다른 경음부원보다 두 살 어린 신입생이다 그녀는 현재 코토부키 집안에서 가정부로써 일하고 있으며 원래 츠무기가 졸업한 뒤에 남겨져 있던 티세트를 다시 가져오기 위해 경음부실로 왔다. 사와코에 의해 몇번 공포에 질린 이후에 그녀는 경음부에 들어오는 것에 동의하였으며 결국 드러머가 되었다. 츠무기와 비슷하게 그녀는 차를 준비하는 데에 꽤 재능이 있다. 하지만 츠무기에 의해 벌받는 것이 두려워서 가정부로써의 역할을 비밀로 해야 한다는 것을 느끼고 있다. 그녀의 가족은 오스트리아에서 왔는데 그녀가 태어나기 전 코토부키 가정부로 고용된 관계로 스미레는 츠무기의 놀이 친구로써 자라났고 때때로 츠무기를 그녀의 언니로 고려하기도 하며 의도치 않게 츠무기에게 백합 장르 만화를 소개함으로써 츠무기의 백합에 대한 흥미를 촉발시키기도 했다. 그녀가 자라나고 두 가족 간의 관계에 대해서 배운 이후에, 스미레는 대중 앞에 있는 동안 츠무기에게 더 많은 존경을 고려해야 할 필요가 있다고 느꼈다. 사와코는 츠무기가 티세트는 부실에 남아 있어야 한다고 요청했음을 폭로했다. 하지만, 새로운 학기가 시작되기 전에 츠무기는 스미레에게 티 세트를 치워달라고 부탁을 했고 그로 인해 츠무기가 경음부의 다른 부원들과 마주치도록, 또 경음부에 참가할 수 있도록 초대받는 것을 확실히 하였다. 스미레의 상황은 사와코에 의해 부의 다른 회원의 놀라움으로 밝혀진다. 스미레는 그녀의 첫 번째 경음부 여름 훈련 캠프를 위해 가장 큰 해변가 저택의 사용을 예약하기 위해서 코토부키 가족과의 관계를 이용한다.
오쿠다 나오(일본어: 奥田 直 오쿠다 나오[*])
스미레와 같은 반인 또 다른 신입생이다. 일반적으로 신체적 활동을 잘 못하지만, 나오는 경음부 참가를 결정하기 전에 그곳이 그녀가 가장 잘 할 수 있는 부서라고 느끼기 위해 다양한 부서를 체험해 본다. 그녀의 한자 이름과 같이 그녀의 단점에 대해 매우 정직하다. 음악 이론을 철저하게 공부한 이후에 그녀는 고급 음악 이론을 가지는 것을 끝냈다. 하지만 실제적으로 그것을 연주할 능력은 부족하다. 하지만 그녀가 음악생성 소프트웨어를 소개받았을 때, 그녀는 밴드의 프로듀서가 되기로 결심하였다. 그녀는 그녀의 가족의 다섯 자매 중 가장 나이가 많다. 와카바 걸즈와의 그녀의 첫 번째 훈련캠프에서 밴드의 첫 번째 곡 "Answer"의 가사를 쓴다. 그녀는 경음부장으로써의 역할에 대한 아즈사의 불안을 반영한 곡을 쓴다.  오쿠다는 그녀가 밴드부원들의 대화와 행동을 그녀의 관찰 내용을 컴퓨터에 넣음으로써 보존하고 있었다고 말했다. 그래서 그녀는 그녀의 가사에서 아즈사의 확실한 감정을 묘사할 수 있었다.

## 사쿠라가오카 고등학교
야마나카 사와코(山中 さわ子 야마나카 사와코[*])
성우 - 사나다 아사미 / 윤승희 / 캐런 스트래스먼
사와코는 사쿠라가오카 고등학교의 경음부의 고문이자 음악 교사이다. 사쿠라가오카 고교의 졸업생이고 학창 시절에는 경음부원이었지만, 그녀는 Death Devil이라고 불리는 스피드 메탈 밴드의 구성원인 적이 있었다고 밝혀지는 것을 원하지 않는다. (그녀는 리드 기타와 보컬을 맡았고, 무대명은 케서린(Catherine)이었음.) 그래서 그녀의 동료와 학생들에게 온화하고 젊잖게 보이도록 한다. 소녀들이 그녀의 과거를 안 이후에 리츠가 그녀를 협박했기 때문에, 그녀는 경음부 고문이 될 수 밖에 없었다. 하지만, 그녀는 물론 이야기 과정으로써 또한 바람 악기부의 조언자가 되는 것으로 속일 수 있었다. 비록 그녀는 학교에서 성숙하고 젊잖은 품성을 가지고 있지만, 사와코(애정을 담아서 리츠와 유이에 의해 "사와짱"으로 불림)는 그녀가 경음부와 혼자 있을 때 완전히 다른 모습, 즉 그녀의 진짜 모습을 보여준다. 사실, 그녀는 보다 거칠고, 게으르고, 때때로 부끄러운 코스플레이 복장(프랑스 가정부 복장 같은 것)을 경음부원에게 입히는 것을 좋아하고, 거의 미오를 좌절시키는 무책임한 교사이다. 그녀의 작업에 대해서 칭찬받는 거의 없는 순간에 흥분을 느낀다.
그녀는 부원들이 이름을 정하는 데 시간이 너무 오래 걸리자 동아리 밴드 이름을 "방과후 티 타임"이라 지었다. 애니메이션에서 그녀는 그녀의 Epiphone "1958" Korina Flying V 전자 기타를 유이에게 내 놓았다. 그녀는 부원들이 3학년이 될 때 소녀들의 담임선생님이 되었고 노도카와 학년이 낮은 아즈사를 제외하고 모든 밴드 부원들을 한 학급에 넣었다. 그래서 그녀는 많은 이름들을 기억하지 않아도 되었다. 애니메이션 2기의 에피소드에서 그녀는 나중에 팔아 버린 첫 번째 Gibson SG models (from around 1960 with a custom stoptail bridge)를 가졌다고 밝였다. 경음부원과 그녀의 관계 때문에 다른 학생들도 그녀를 또한 사와짱이라 부르기 시작하면서 그녀의 온화하고 매너 있는 교사로써의 이미지를 망쳤다. 그녀의 이미지는 고등학교 동창생을 위한 결혼식에서 데스 데빌이 임시적으로 부활한 이후에 더 파괴되었다. 그와 상관없이 학생들에게 그녀의 명성은 바뀌지 않은 채로 남아있었다. 그녀의 게으름에도 불구하고 그녀는 그녀 자신이 조언자가 될 수 있음을 계속 증명하는데, 이는 유이를 리드 싱어(lead singer)로써 훈련시키고자 하는 그녀의 소망과 유이의 공연에 참가하는 것으로 보인다. 심지어 경음부 밴드에 대한 어떠한 이전의 연습 없이도 음악 악보에 대한 도움 없이 알아차림이 거의 없이 유이를 대체할 수 있었기 때문에 거의 그녀의 음악 능력은 수년이 지나도 무뎌지지 않은 것으로 보인다. 사와코는 매우 예민하다. 그녀는 즉시 우이가 그녀의 언니의 흉내를 내고 몇 번 그녀가 볼 수 없는 것이 아무것도 없다는 동아리에 대해 자랑할 때 우이의 변장을 꿰뚤어보았다.
마나베 노도카(真鍋 和 마나베 노도카[*])
성우 - 후지토 치카 / 권인지
노도카는 유이의 어릴적 친구이자 학생회 간부인 절친한 친구이다. 일반적으로 매우 예의가 바르고 지적인 소녀인데 그녀는 일반적으로 경음부의 이상한 행동에 의해 허를 찔린다. 그리고 리츠가 동아리 등록 형식을 채우는 것을 잊을 때마다 리츠에게 짜증을 낸다. 그녀는 미오와 2학년 때 같은 반에 있는데 소름끼칠 정도로 미오의 인간관계를 인식하고 있다. 그녀는 미오가 반에서 아는 유일한 사람이다. 3년차에, 그녀는 학생회장이 되고 또한 다른 3학년 경음부원들과 같은 반이 된다. 그녀는 결국 심지어 회장 위치를 원래 거절했음에도 불구하고 알 수 없는 상황을 통해서 미오의 팬 클럽 회장이 된다. 노도카는 유이와 다른 사람과 달리 국립대를 선택한다.

### J. 여대
와다 아키라(和田 晶 와다 아키라[*])
그녀의 친구 아야메와 사치와 함께 다시 시작된 만화에서 등장하는 새로운 등장 인물이다. 밴드에서  온나구미(女組 온나구미[*]) 라고 불린다. 그녀는 짧은 검정머리를 가지고 있고 그녀의 머리가 지저분할 때마다 협박하는 것처럼 보인다. 그녀는 교육부에서 유이와 함께 공부를 한다. 그녀는 쉽게 정도로 초초해지지만 유이가 아즈사를 포옹하기 좋아했던 것처럼 보였듯이 고등학교에서 아즈사와 비슷한 위치임을 알아낸다. 그녀는 고등학교 때 긴 머리를 가지고 있었지만 그녀가 동경하던 소년이 그녀의 귀여움 때문에 유명해진 것 뿐이라고 밴드를 비난했을 때 그녀는 머리를 잘라내기로 결심했고 재능을 통해 유명해지기로 멩세했다. 그녀는 "Rosalie"라고 부르는 ebony Gibson Les Paul Custom 전자 기타를 연주한다.
요시다 아야메 (Ayame Yoshida)
담당 파트 - 드럼
드럼 : ???
유이일행의 새로운 친구이자 대학 경음부 동기. 아키라, 사치와 같은『온나쿠미(女組)』의 멤버. 금발의 곱슬한 머리카락에 숏트컷이 특징. 리츠와 같은 학부 소속으로 그녀와는 통하는 구석이 많아 자주 어울린다. 리츠가 미오한테 그러는 것처럼 아야메도 아키라에게 태클거는 등 그녀를 놀려먹는 것을 즐기고 있으며, 가끔씩 행동이 앞서는 아키라에게 폭력(?)을 행사하여 저지하는 코믹한 모습을 연출한다. 의외로 아키라와 잘 어울리는 유이에게 특이하다며 호감을 표시한다.
하야시 사치 (Sachi Hayashi)
담당 파트 - 베이스
베이스 : ???
유이 일행의 새로운 친구이자 대학 경음부 동기. 아키라, 아야메와 함께 같은 같은『온나쿠미(女組)』의 멤버. 진한 밤색의 머리카락에 약간의 웨이브 파마를 한 게 특징으로 미오와 같은 학부 소속이다. 그녀와는 같은 베이시스트로서 통하는 구석이 많은 것으로 보인다. 베이스 연주 경력은 미오보다 1년 늦지만, 수준급의 실력을 지녀 미오를 놀라게 하였다. 전반적으로 대사가 거의 없고 다른 사람의 행동을 지켜보며 관찰하는 타입. 얌전하고 조숙한 성격을 지녔으며 키도 크고 신체비율도 좋아 미오가 동경의 대상으로 삼고 있지만 정작 그 자신은 이에 대해 콤플렉스를 느끼고 있다.
요시이 카나 (吉井香奈)
유이와 아키라 일행이 입부한 대학 경음부의 부장이다. 현재 4학년 졸업반. 취업준비로 바쁘기에 밴드 활동에 직접적으로 참여하는 경우는 드물지만 프로급 밴드의 연주실력을 숨기고 있다. 담당파트는 기타. 유이일행의 생기발랄함을 부러워하면서도 은근히 질투하는 모습을 보임. 교복 코스프레에 집착하고 있으면서도 부끄러워 하는 모습을 보여주었는데, 그녀가 활동하는 밴드가 교복 코스프레를 하고 연주하는 밴드라는 설정인듯 하다.
히로세 치요 (廣瀬千代)
유이와 아키라 일행이 입부한 대학 경음부의 선배. 카나와 마찬가지로 프로급 밴드의 연주실력을 숨기고 있지만 취업준비로 인해 적극적인 참여는 줄이고 있다. 담당파트는 기타로 보인다. 츠무기가 가져오는 간식거리를 즐겨먹고 있는 모습을 보인다. 리츠에게 시험족보를 주는 모습을 보면 같은학부 선배인것으로 추정됨.
소카베 메구미(曽我部 恵 소카베 메구미[*])
성우 - 고다마 아스미
메구미는 미오 팬클럽의 창시자이자 전 회장이다.(이후에는 노도카가 두 지위를 물려받았다.) 그녀는 미오를 한 번이라도 더 보고 싶어서 고등학교의 마지막 며칠 전동안 그녀를 몰래 쫓아다녔다. HTT는 졸업 선물로 그녀에게 노래를 선사하였다. 메구미는 미오가 깜짝 놀라게 하는 꽤 돌발적인 상황을 통해서 미오의 리츠의 좋은 친구가 되었다. 그녀는 또한 그녀가 쓰던 시험 노트를 리츠와 유이에게 줘서 대학 시험에 도움을 주었다. 그녀는 유이와 그녀의 친구들이 나중에 입학하게 되는 여자 대학에 다니고 있었으며, 그녀들과 같은 기숙사를 사용하게 된다.

## 애니메이션 오리지널 캐릭터

### 제1기, 제2기 공통
타이나카 사토시(田井中 聡 다이나카 사토시[*])
성우 - 이토 미카, 김현지
리츠의 남동생이다. 남매 관계는 나쁘지 않은 편이며, 미오에게는 경칭을 생략하여 말하기도 한다.
카와카미(川上 가와카미[*])
성우 - 나카무라 치에
라이브 하우스의 매니저. 사와코의 동창생이며, 경음악부의 멤버이기도 했다. 'DEATH DEVIL (데스 데빌)' 멤버로서의 애칭은 '쟈니스(ジャニス)'. 애니메이션 제2기 10화에서는 신부의 친구로서 등장하고 있다.

### 제1기
호시노 히토미(星野 ひとみ)
성우 - 쇼지 유이
애니메이션 번외편에 등장한다. MAX 버거의 점원으로, 츠무기가 아르바이트를 할 때 같이 일하면서 도와준 여(女)선배이다.
아즈냥 2호
성우 - 히카사 요코
애니메이션 번외편에 등장하는, 준이 기르고 있는 새끼고양이. '아즈냥 2호'는 준을 대신해서 아즈사가 돌보게 되었을 때, 아즈사가 마음대로 지은 이름이다.
카와카미(川上)
성우 - 나카무라 치에(中村千絵)
1기 번외편인 14화에 등장한 인물. 라이브 하우스의 매니저. 방과후 티타임의 첫 라이브 공연을 맡아주었다. 야마나카 사와코의 학창시절 & 경음부의 동기. 경음부 시절에는 '재니스'라는 애칭으로 불린것으로 보인다. 2기 10화에서는 데스데빌의 일원으로 등장했으며, 2기 번외편인 25화에도 등장하였다.
마키(マキ)
성우 - 나카오 에리
'러브 크라이시스'의 드럼 담당이다. 중학교 때 리츠와 미오의 친구였으며, 라이브 하우스에 참가할 수 있도록 이끌어 주었다.
아야(アヤ)
성우 - 센다이 에리
'러브 크라이시스'의 베이스 담당이며, 미오의 광팬이다.
사야카(サヤカ), 에리(エリ)
성우 - 몬덴 유키코(사야카), 니시가키 유카(에리) / 한수림(에리)
라이브 하우스에서의 라이브에 같이 출연했던 밴드의 멤버. 경음악부에게 무서울 것 같은 첫인상을 주었지만, 아무렇지 않게 말을 건 유이를 시작으로 미오 등의 나머지 멤버들과도 사이가 좋아진다.

### 제2기
톤쨩(トンちゃん 돈찬[*])
제 2화부터 등장. 경음악부가 부실의 비품을 구입하러 간 홈 센터에서 팔고 있던 새끼 거북으로, 품종은 '돼지코거북'이다. 사와코의 낡은 기타를 판 돈으로 무엇인가 하나를 사는 것을 허락받아서, '아즈사의 후배'라는 명목으로 아즈사를 위해 유이가 제안하여 시설과 함께 구입하게 되었다. 아즈사보다 유이가 더 마음에 들어하게 된다. 둥근 눈동자와 큰 콧구멍이 매력 포인트로, 경음악부의 마스코트 캐릭터화되었다.
이치몬지 토미(一文字 とみ 이치몬지 도미[*])
성우 - 치지마츠 사치코
히라사와 가의 근처에 살고 있는 할머니. 매우 온화한 성격으로, 유이 자매와 노도카가 유치원생이었을 때부터 그녀들을 따뜻하게 지켜봐 왔다. 유이 자매에게 친할머니와 다름없이 존경받고 있다. 종종 히라사와 가에 오기도 한다.
본편에서는 유이에게 상점가의 연예 대회를 부탁했다. 유이는 평소 신세지던 것에 대한 보답으로 우승 상품의 온천 여행권을 드리기 위해 아즈사와 '유이아즈'라는 그룹을 결성해서 결국 우승하진 못했지만, 그녀는 이러한 유이의 성장 모습을 보고 매우 기뻐하고 있었다.
카와구치 노리미(河口 紀美 가와구치 노리미[*])
성우 - 아사카와 유
사쿠라고 경음악부의 과거 멤버로 사와코와 동창생이다. 'DEATH DEVIL'에서는 세컨드 기타와 코러스를 담당했었으며, 애칭은 '크리스티나(クリスティーナ)'였다. 재학 당시에는 사와코와 매일 기타 연주의 실력으로 서로 경쟁하고 있었다. 보이시한 쇼트 컷의 미녀로, 농담을 좋아하는 사람. 포장마차 '코이쨩'의 단골로, 그 점주와도 사이가 좋다. 경음악부 동기였던 멤버가 결혼하게 되어 사와코에게 결혼식에서의 연주를 부탁하지만 마음되로 되지 않자 유이들에게 설득을 부탁했다.
사사키(佐々木)
미오 팬클럽의 회원이다. 노도카와 안면이 있는 동급생으로, 팬클럽의 다과회에 참여했다.

### 기타 인물
사이토(斉藤)
성우 - 마루야마 에이지
코토부키 가의 집사로, 리츠가 츠무기의 집에 전화했을 때 목소리로 등장하였다.
호리고메(堀込)
성우 - 카나야 히데유키
사쿠라고의 교사. 사와코가 학생이었을 때에도 재직하고 있었으며, '이런 선생님이 고문 교사를 맡으면 너희들도 힘들 것이다.'라고 경음악부 멤버들을 동정하기도 했다. 가발인 것을 사와코에게 폭로당하기도 했다.
오키야마 요지(沖山 陽二)
성우 - 야나이 켄
사쿠라고의 교장. 원작에서는 러프화에 3회 등장. 백발의 상냥한 듯한 분위기를 풍기는 노인이지만, 총명할 것 같은 느낌과는 정반대로 러프화에서는 메이드복으로 분장하는 묘사도 있다.